# Liste der 999 Frauen des Heritage Floor/Sophia
Diese Liste beschreibt das Gedeck für Sophia auf dem Tisch der Kunstinstallation The Dinner Party von Judy Chicago. Sie ist Teil der Liste der 999 Frauen des Heritage Floor, die den jeweiligen Gedecken auf dem Tisch zugeordnet sind. Die Namen der 999 Frauen befinden sich auf den Kacheln des Heritage Floor, der unterhalb des Tisches angeordnet, zur Kunstinstallation gehört.

## Beschreibung
Die Installation besteht aus einem dreiseitigen Tisch, an dem jeweils 13 historische oder mythologische Persönlichkeiten, somit insgesamt 39 Personen, von der Urgeschichte bis zur Frauenbewegung Platz finden. Diesen Personen wurde am Tisch jeweils ein Gedeck bestehend aus einem individuell gestalteten Tischläufer, einem individuell gestalteten Teller sowie einem Kelch, Messer, Gabel, Löffel und einer Serviette zugeordnet. Die erste Seite des Tisches widmet sich der Urgeschichte bis zur Römischen Kaiserzeit, die zweite der Christianisierung bis zur Reformation und die dritte von der Amerikanischen Revolution bis zur Frauenbewegung. Jedem Gedeck auf dem Tisch sind weitere Persönlichkeiten zugeordnet, die auf den Fliesen des Heritage Floor, der den Raum unter dem Tisch und die Mitte des Raumes zwischen den Seite des Tisches einnimmt, einen Eintrag erhalten haben. Diese Liste erfasst die Persönlichkeiten, die dem Gedeck der Sophia zugeordnet sind. Ihr Platz befindet sich an der ersten Tischseite.

### Hinweise
Zusätzlich zu den Namen wie sie in der deutschen Transkription oder im wissenschaftlichen Sprachgebrauch benutzt werden, wird in der Liste die Schreibweise aufgeführt, die von Judy Chicago auf den Kacheln gewählt wurde.
Die Angaben zu den Frauen, die noch keinen Artikel in der deutschsprachigen Wikipedia haben, sind durch die unter Bemerkungen angeführten Einzelnachweise referenziert. Sollten einzelne Angaben in der Tabelle nicht über die Hauptartikel referenziert sein, so sind an der entsprechenden Stelle zusätzliche Einzelnachweise angegeben. Bei Abweichungen zwischen belegten Angaben in Wikipedia-Artikeln und den Beschreibungen des Kunstwerks auf der Seite des Brooklyn Museums wird darauf zusätzlich unter Bemerkungen hingewiesen.

### Gedeck für Sophia

Schloss Rosenau. Fresko „Heilige Weisheit“ mit den Gesichtszügen Maria Theresias.

Es gibt für die Göttin der Weisheit, deren Name auf Griechisch Sophia lautet, in fast jeder Gesellschaft eine Vielzahl unterschiedlicher Erscheinungsformen. So gilt Athene als die griechische Göttin der Weisheit und des militärischen Sieges, Minerva ist die römische Göttin der Weisheit und des Krieges, Tara ist die buddhistische Göttin der erleuchteten Weisheit und Inanna war die sumerische Göttin der Weisheit. Sophia ist mit den verschiedenen Inkarnationen des heiligen weiblichen Wissens und den oben aufgeführten Göttinnen verbunden.
Im Gnostizismus ist Sophia eine zentrale Figur. Der Gnostizismus betont das individuelle Wissen und die Weisheit als den Weg zur Erlösung und zur Einheit mit Gott. Ihre Anhänger verehren Sophia als göttliche Schöpferin und Gegenstück zu Jesus Christus. Nach gnostischen Überzeugungen hatte Christus zwei Aspekte: eine männliche Hälfte, die als Sohn Gottes identifiziert wurde, und eine weibliche Hälfte, die Sophia, die als Mutter des Universums verehrt wurde. Nach dem Apokryphon des Johannes, einem pseudepigraphem Dialogevangelium, verkörperte Sophia die göttliche Weisheit und den weiblichen Geist. Nach der gnostischen Schöpfungsgeschichte wollte auch Sophia, als sie Gottes Schöpfungen sah, etwas erschaffen und sie gebar ihren Sohn Jaldabaoth. Dieser besitzt den Körper einer Schlange und das Gesicht eines Löwen. Durch die Kraft von Sophia erschuf er die Welt und Sophia wird somit als Mutter des Universums verehrt.
Sophia wird in der Bibel als weibliche Personifikation der Weisheit erwähnt, auch in der Kabbala wird sie als weiblicher Ausdruck Gottes beschrieben. Im Laufe der Geschichte verehrten viele religiöse Persönlichkeiten Sophia. Zu ihnen gehörte auch Hildegard von Bingen. Nach dem Aufkommen der modernen feministischen Bewegung in den 1970er Jahren hat Sophia als Figur der Anbetung einer Göttin an Popularität gewonnen. So gab es wissenschaftliche Bemühungen, Sophia als Göttin im Kontext christlicher religiöser Praktiken, Texte und Bilder historisch zu lokalisieren. Eine dieser Theorien bezieht sich auf Michelangelos Gemälde an der Decke der Sixtinischen Kapelle. Einige Gelehrte und Kunsthistoriker glauben, dass die weibliche Figur unter Gottes linkem Arm bei der Erschaffung Adams tatsächlich Sophia ist, die ihre Rolle als weibliches Wesen bei der Erschaffung von Leben und Mann ausübt.
Auf dem Tisch der Kunstinstallation The Dinner Party ist der Sophia ein Gedeck gewidmet. Der Teller des Gedeckes ist mit dem Bild einer Blume gestaltet, mit Blütenblättern im äußeren Kreis und einer weißen Mitte. Diese weiße Fläche steht für die ursprüngliche göttliche Natur der Göttin der Weisheit und ihre Stärke als Schöpfungskraft im Universum. Die florale Gestaltung findet sich auch im Tischläufer. Für Judy Chicago steht Sophias Platz am Tisch für den Niedergang weiblicher Macht, insbesondere der religiösen Macht nach der Entwicklung des Christentums zur neuen Religion. Die Gestaltung des Gedecks soll die Transformation in der Gesellschaft von Sophia von einer Göttin der Weisheit und der weiblichen Stärke zu einem rein spirituellen Bild vermitteln, welches für die männlichen Figuren des Christentums nur noch eine untergeordnete Rolle spielt.
| Name              | Schreibweise auf der Kachel | Geburtsdatum   | kulturräumliche Zuordnung | Bemerkungen | Bild |
| ----------------- | --------------------------- | -------------- | ------------------------- | --- | ---- |
| Antigone          | Antigone                    | N/A            | Griechische Mythologie    | Tragischer Charakter aus dem griechischen Mythos. Sie war die Tochter des Ödipus und widersetzte sich König Kreon, der sie zum Sterben verurteilte, indem er sie in einer Höhle einschließen ließ.                       |      |
| Arachne           | Arachne                     | N/A            | Griechische Mythologie    | Erfinder der gewebten Stoff- und Netzherstellung. Verärgerte Athene, die Schutzgöttin des Webens, indem sie prahlte, dass ihre Fähigkeiten größer wären als die der Gottheit. Dafür wurde sie in eine Spinne verwandelt. |      |
| Atalante          | Atalanta                    | N/A            | Griechische Mythologie    | Legendäre jungfräuliche Jägerin, Kriegerin und Sportlerin, die nicht heiraten wollte, wurde vom Helden Meleager geliebt.                                                                                                 |      |
| Camilla           | Camilla                     | N/A            | Römische Mythologie       | Amazonenhafte Kriegerin der römischen Mythologie. |      |
| Daphne            | Daphne                      | N/A            | Griechische Mythologie    | Bergnymphe und eine jungfräuliche Jägerin. |      |
| Hekabe            | Hecuba                      | N/A            | Griechische Mythologie    | In Homers Ilias die Königin von Troja und Gattin des Priamos. |      |
| Helena            | Helen of Troy               | N/A            | Griechische Mythologie    | Die aus einem Ei geborene Tochter Zeus’ und Ledas. |      |
| Hersilia          | Hersilia                    | N/A            | Römische Mythologie       | Gehörte zu den geraubten Sabinerinnen und wurde Gattin des Romulus, des sagenhaften Gründers der Stadt Rom. Vermittelte die Verständigung zwischen den Sabinern und den Römern.                                          |      |
| Kassandra         | Cassandra                   | N/A            | Griechische Mythologie    | Sie gilt in der antiken Mythologie als tragische Heldin, die immer das Unheil voraussah, aber niemals Gehör fand. Derart ungehörte Warnungen werden als Kassandrarufe bezeichnet.                                        |      |
| Kirke             | Circe                       | N/A            | Griechische Mythologie    | Zauberin der griechischen Mythologie. Tochter des Sonnengottes Helios und der Okeanide, Perse und die Schwester des Königs Aietes von Kolchis und der Pasiphae. Medea ist ihre Nichte.                                   |      |
| Klytaimnestra     | Clytemnestra                | N/A            | Griechische Mythologie    | Tochter des Spartanerkönigs Tyndareos und der Leda, Gemahlin des mykenischen Königs Agamemnon und Schwester der schönen Helena. Tötete ihren Mann.                                                                       |      |
| Lysistrata        | Lysistrata                  | N/A            | Antikes Griechenland      | Heldin des gleichnamigen Theaterstücks des griechischen Dichters Aristophanes. |      |
| Pandora           | Pandora                     | N/A            | Griechische Mythologie    | Eine von Hephaistos aus Lehm geschaffene Frau. Von Hermes wird sie zu Epimetheus gebracht – einschließlich der unheilvollen Büchse der Pandora.                                                                          |      |
| Praxagora         | Praxagora                   | N/A            | Antikes Griechenland      | Protagonistin der klassischen griechischen Komödie Die Weibervolksversammlung. |      |
| Pythia            | Pythia                      | N/A            | Antikes Griechenland      | Pythia war die Bezeichnung für die amtierende weissagende Priesterin im Orakel von Delphi, die in veränderten Bewusstseinszuständen ihre Prophezeiungen verkündete.                                                      |      |
| Rhea Silvia       | Rhea Silva                  | N/A            | Römische Mythologie       | Königstochter und Mutter von Romulus und Remus, die der Legende nach Rom gegründet haben sollen. |      |
| Sibylle von Cumae | Sibyl of Cumae              | 6. Jh. v. Chr. | Römisches Reich           | Sie war der Überlieferung nach eine aus Babylon stammende Priesterin, die im 6. Jahrhundert v. Chr. dem Orakel von Cumae in der Nähe von Neapel vorsaß.                                                                  |      |
| Vesta             | Vesta                       | N/A            | Römische Mythologie       | Göttin der altitalischen, insbesondere der römischen Religion. Sie war die keusche Hüterin des heiligen Feuers. |      |
| Verginia          | Virginia                    | N/A            | Römische Republik         | Ihr Ehrenmord, begangen durch ihren Vater, der sie schützen wollte, führte zu einer politischen Revolte in Rom, die die Macht der Decemviri legibus scribundis stürzte und die Republik wieder herstellte.               |      |

Einzelnachweise
1. 1 2  Brooklyn Museum: Sophia. In: brooklynmuseum.org. Abgerufen am 3. Oktober 2019.